# Jenzer Motorsport
La Jenzer Motorsport è una squadra automobilistica svizzera, attualmente impegnata in Formula 3 e Formula 4.

## Storia
Il team è stato fondato nel 1993 dal pilota svizzero Andreas Jenzer. Dopo i successi iniziali nella Formula Ford svizzera (con annesse vittorie di titoli nel 1993, 1995, 1996, 1997, 1998 e 2000), nella Formula Ford 1800 francese e tedesca (con la vittoria di Marc Benz nel 2000) e nella Formula Ford Eurocup, entra nel 2000 nell'Eurocup Formula Renault 2.0 e nel campionato francese di Formula Renault, per poi entrare in quello tedesco l'anno successivo e nella Formula Renault 3.5 nel 2005. Tra il 2007 e il 2009, il team corre insieme alla squadra sorella Iris Project International in Formula Masters. Nello stesso anno, Jenzer lascia la Formula Renault svizzera e l'Eurocup di Formula Renault italiana, per partecipare, invece, alla Formula Abarth italiana e, dal 2011, a quella europea. Sempre nel 2011, il team stringe un accordo con la squadra britannica Andy Welch Racing, formando la Jenzer Welch Asia Racing per il ramo asiatico della serie, la Formula Pilota Cina, nella quale Mathéo Tuscher vince il campionato piloti. Dopo il 2012 la Jenzer lascia la Formula Abarth.

### Formula 4
Dal 2014 la squadra disputa il Campionato italiano di Formula 4 e dal 2015 quello tedesco. La stagione migliore è stata quella 2016 del campionato italiano, in cui il team ha vinto il campionato piloti con Marcos Siebert e si è piazzata seconda tra i team.

### GP3 Series
La squadra fa il suo ingresso in GP3 Series nel 2010 e disputa tutte le stagioni della categoria fino al 2018. Nel corso delle nove stagioni conquista otto gare, senza mai riuscire a lottare per il titolo, ma terminando al terzo posto della classifica a squadre in due occasioni: nel 2010 e nel 2017. Tra i piloti, la migliore stagione si rivela essere quella del debutto, con Nico Müller che si piazza al terzo posto.

### Formula 3
Dal 2019 entra nel Campionato FIA di Formula 3 di nuova creazione. Per la prima stagione il team ingaggia il giapponese Yuki Tsunoda e il russo Artem Petrov.
A fine della stagione 2024 il team annuncia l'addio alla serie, al suo posto entra il team DAMS.

## Risultati

### GP3 Series
| Stagione | Vettura            | Piloti              | Gare   | Vittorie | Pole  | GPV   | Punti    | C.P. | C.T. |
| -------- | ------------------ | ------------------- | ------ | -------- | ----- | ----- | -------- | ---- | ---- |
| 2010     | Dallara-Renault    | Pål Varhaug         | 16     | 1        | 0     | 0     | 10       | 13º  | 3º   |
| 2010     | Dallara-Renault    | Simon Trummer       | 14     | 0        | 0     | 0     | 4        | 25º  | 3º   |
| 2010     | Dallara-Renault    | Marco Barba         | 2      | 0        | 0     | 0     | 0        | 35º  | 3º   |
| 2010     | Dallara-Renault    | Nico Müller         | 16     | 2        | 1     | 2     | 53       | 3º   | 3º   |
| 2011     | Dallara-Renault    | Nico Müller         | 16     | 1        | 0     | 0     | 36       | 4º   | 7º   |
| 2011     | Dallara-Renault    | Maxim Zimin         | 16     | 0        | 0     | 0     | 0        | 27º  | 7º   |
| 2011     | Dallara-Renault    | Vittorio Ghirelli   | 12     | 0        | 0     | 0     | 0        | 25º  | 7º   |
| 2011     | Dallara-Renault    | Alex Fontana        | 2      | 0        | 0     | 0     | 1        | 24º  | 7º   |
| 2011     | Dallara-Renault    | Christophe Hurni    | 2      | 0        | 0     | 0     | 0        | 36º  | 7º   |
| 2012     | Dallara-Renault    | Robert Vișoiu       | 16     | 0        | 0     | 0     | 24       | 14º  | 4º   |
| 2012     | Dallara-Renault    | Patric Niederhauser | 16     | 2        | 0     | 1     | 101      | 7º   | 4º   |
| 2012     | Dallara-Renault    | Jakub Klášterka     | 4      | 0        | 0     | 0     | 0        | 31º  | 4º   |
| 2012     | Dallara-Renault    | Facu Regalia        | 2      | 0        | 0     | 0     | 0        | 27º  | 4º   |
| 2012     | Dallara-Renault    | Alex Fontana        | 4      | 0        | 0     | 0     | 8,5      | 18º  | 4º   |
| 2013     | Dallara-AER        | Samin Gómez         | 16     | 0        | 0     | 0     | 0        | 26º  | 7º   |
| 2013     | Dallara-AER        | Patric Niederhauser | 16     | 0        | 0     | 0     | 33       | 13º  | 7º   |
| 2013     | Dallara-AER        | Alex Fontana        | 16     | 0        | 0     | 0     | 18       | 17º  | 7º   |
| 2014     | Dallara-AER        | Mathéo Tuscher      | 18     | 0        | 0     | 0     | 29       | 12º  | 7º   |
| 2014     | Dallara-AER        | Kevin Ceccon        | 8      | 0        | 0     | 0     | 20       | 15º  | 7º   |
| 2014     | Dallara-AER        | Pål Varhaug         | 18     | 0        | 0     | 0     | 12       | 17º  | 7º   |
| 2014     | Dallara-AER        | Adderly Fong        | 8      | 0        | 0     | 0     | 0        | 24º  | 7º   |
| 2014     | Dallara-AER        | Christopher Höher   | 2      | 0        | 0     | 0     | 0        | 36º  | 7º   |
| 2015     | Dallara-AER        | Ralph Boschung      | 18     | 0        | 0     | 0     | 28       | 11º  | 6º   |
| 2015     | Dallara-AER        | Mathéo Tuscher      | 18     | 0        | 0     | 0     | 22       | 13º  | 6º   |
| 2015     | Dallara-AER        | Pål Varhaug         | 18     | 0        | 0     | 0     | 5        | 19º  | 6º   |
| 2016     | Dallara-Mecachrome | Arjun Maini         | 14     | 0        | 0     | 0     | 50       | 10º  | 6º   |
| 2016     | Dallara-Mecachrome | Oscar Tunjo         | 6      | 0        | 0     | 1     | 18       | 16º  | 6º   |
| 2016     | Dallara-Mecachrome | Alessio Lorandi     | 4      | 0        | 0     | 0     | 0        | 23º  | 6º   |
| 2016     | Dallara-Mecachrome | Akash Nandy         | 18     | 0        | 0     | 0     | 0        | 24º  | 6º   |
| 2016     | Dallara-Mecachrome | Richard Gonda       | 6      | 0        | 0     | 0     | 0        | 25º  | 6º   |
| 2017     | Dallara-Mecachrome | Alessio Lorandi     | 15     | 1        | 0     | 0     | 92       | 6º   | 3º   |
| 2017     | Dallara-Mecachrome | Arjun Maini         | 15     | 1        | 0     | 0     | 72       | 9º   | 3º   |
| 2017     | Dallara-Mecachrome | Juan Manuel Correa  | 7      | 0        | 0     | 0     | 0        | 22º  | 3º   |
| 2018     | Dallara-Mecachrome | David Beckmann      | 18 (8) | 3 (0)    | 2 (0) | 2 (0) | 137 (12) | 5º   | 5º   |
| 2018     | Dallara-Mecachrome | Juan Manuel Correa  | 18     | 0        | 0     | 0     | 42       | 12º  | 5º   |
| 2018     | Dallara-Mecachrome | Tatiana Calderón    | 18     | 0        | 0     | 0     | 11       | 16º  | 5º   |
| 2018     | Dallara-Mecachrome | Jannes Fittje       | 10     | 0        | 0     | 0     | 0        | 20º  | 5º   |

### Formula 3
| Stagione | Vettura            | Piloti              | Gare | Vittorie | Pole | GPV | Punti | C.P. | C.T. |
| -------- | ------------------ | ------------------- | ---- | -------- | ---- | --- | ----- | ---- | ---- |
| 2019     | Dallara-Mecachrome | Yuki Tsunoda        | 16   | 1        | 0    | 1   | 67    | 9º   | 7º   |
| 2019     | Dallara-Mecachrome | Andreas Estner      | 16   | 0        | 0    | 0   | 0     | 26º  | 7º   |
| 2019     | Dallara-Mecachrome | Giorgio Carrara     | 8    | 0        | 0    | 0   | 0     | 30º  | 7º   |
| 2019     | Dallara-Mecachrome | Artem Petrov        | 2    | 0        | 0    | 0   | 0     | 31º  | 7º   |
| 2019     | Dallara-Mecachrome | Federico Malvestiti | 2    | 0        | 0    | 0   | 0     | 32º  | 7º   |
| 2019     | Dallara-Mecachrome | Hon Chio Leong      | 2    | 0        | 0    | 0   | 0     | 33º  | 7º   |
| 2020     | Dallara-Mecachrome | Matteo Nannini      | 18   | 0        | 0    | 0   | 11    | 18º  | 9º   |
| 2020     | Dallara-Mecachrome | Federico Malvestiti | 18   | 0        | 0    | 0   | 0     | 30º  | 9º   |
| 2020     | Dallara-Mecachrome | Calan Williams      | 18   | 0        | 0    | 0   | 0     | 31º  | 9º   |
| 2021     | Dallara-Mecachrome | Calan Williams      | 20   | 0        | 0    | 0   | 15    | 19º  | 9º   |
| 2021     | Dallara-Mecachrome | Johnathan Hoggard   | 17   | 0        | 0    | 0   | 14    | 20º  | 9º   |
| 2021     | Dallara-Mecachrome | Pierre-Louis Chovet | 3    | 0        | 0    | 0   | 0     | 30º  | 9º   |
| 2021     | Dallara-Mecachrome | Filip Ugran         | 20   | 0        | 0    | 0   | 0     | 31º  | 9º   |
| 2022     | Dallara-Mecachrome | William Alatalo     | 18   | 0        | 0    | 0   | 24    | 18º  | 9º   |
| 2022     | Dallara-Mecachrome | Ido Cohen           | 18   | 0        | 0    | 0   | 2     | 26º  | 9º   |
| 2022     | Dallara-Mecachrome | Federico Malvestiti | 16   | 0        | 0    | 0   | 0     | 29º  | 9º   |
| 2022     | Dallara-Mecachrome | Niko Kari           | 2    | 0        | 0    | 0   | 0     | 30º  | 9º   |
| 2023     | Dallara-Mecachrome | Taylor Barnard      | 18   | 1        | 0    | 0   | 72    | 10º  | 6º   |
| 2023     | Dallara-Mecachrome | Nikita Bedrin       | 18   | 0        | 0    | 0   | 24    | 18º  | 6º   |
| 2023     | Dallara-Mecachrome | Alejandro García    | 18   | 0        | 0    | 0   | 12    | 20º  | 6º   |